# Pome
Pome, även känd som Bomê, är ett härad (dzong) som lyder under Nyingtri i Tibet-regionen i sydvästra Kina.